# ژان ولی
ژان ولی (به انگلیسی: Jean Vallée) (زاده ۲ اکتبر ۱۹۴۱- ۱۲ مارس ۲۰۱۴) خواننده بلژیکی بود.
او نماینده بلژیک در یوروویژن ۱۹۷۰ و یوروویژن ۱۹۷۸ بود.